# Eli Moschcowitz
Eli Moschcowitz (Giraltovce, 2 agosto 1879 – New York, 23 febbraio 1964) è stato un medico austro-ungarico naturalizzato statunitense.
Egli è noto principalmente per la scoperta della porpora trombotica trombocitopenica o, appunto, malattia di Moschcowitz, e per essere uno dei pionieri degli studi sulla psicosomatica.

## Biografia
Eli Moschcowitz nacque il 2 agosto 1879 (o, secondo alcune fonti, 1881) a Giraltovce (Girált in ungherese), villaggio dell'Impero austro-ungarico oggi appartenente alla Slovacchia. Era l'ultimogenito della famiglia ebraica di Morris Moschcowitz e Rosa Rezi Moschcowitz, fratello di cinque femmine e tre maschi, tra cui Alexis Moschcowitz, il quale diverrà un chirurgo noto per gli studi sulla chirurgia erniaria. Nel 1882 la famiglia emigrò negli Stati Uniti partendo da Amburgo. Nel 1896 si diplomò presso il City College di New York e nel 1900 si laureò presso la scuola di medicina e chirurgia della Columbia University; nello stesso anno iniziò l'internato presso l'ospedale Beth Israel di New York. Nel 1903 si trasferì a Berlino, dove praticò un anno di tirocinio presso il professor Ludwig Pick.

Tornato a New York nel 1904, fu assunto come medico patologo presso il Beth Israel Hospital, dove aveva frequentato l'internato. Nel 1920 si spostò presso il Mount Sinai Hospital diventandone ben presto uno dei dirigenti; nello stesso periodo divenne professore di medicina clinica presso la Columbia University. Egli mantenne le cariche fino al pensionamento, nel 1945. Continuò, però, a collaborare come consulente con queste due istituzioni, con il Beth El Hospital e il Beth Israel Hospital; lavorò, inoltre, come privato, fino a due giorni prima della sua morte, avvenuta a 82 anni a New York, il 23 febbraio 1964.

### Vita privata
Eli Moschcowitz veniva descritto, fisicamente come "basso di statura", con occhi e capelli scuri mentre, caratterialmente, veniva definito divertente, amichevole, con uno spirito giovane e mondano e modi affascinanti; non di meno veniva lodato per il suo intelletto, brillante e acuto. L'insieme di tali caratteristiche portava, perciò a provare affetto e allo stesso rispetto per la sua persona. Aveva diverse passioni, fra cui arte, musica, libri, viaggi (in particolare in Europa) e la prestigiazione; era infatti membro del club di bibliofili Grolier Club e della società scacchistica Manhattan Chess Club. Qui fu protagonista di un evento peculiare: egli fu il medico che per primo soccorse il campione scacchistico José Raúl Capablanca, socio dello stesso club, quando ebbe il malore che lo portò alla morte il 7 marzo 1942; fu inoltre il medico incaricato dell'autopsia.

## Carriera
Eli Moschcowitz fu uno scienziato molto stimato, sia per il talento che per la cultura medica, e molti colleghi ne lodavano le capacità diagnostiche nei casi più inusuali; la sua abilità gli valse il diploma della American Board of Internal Medicine, un'associazione che certifica le eccellenze statunitensi della medicina interna. Durante la sua carriera ha pubblicato oltre 80 articoli scientifici, fu direttore del Mount Sinai Hospital di New York, professore presso la Columbia University, inoltre, membro associato della Medical Library Association, della New York Academy of Medicine, della American Association of Pathologists and Bacteriologists.

### Ematologia
Per quanto riguarda l'ematologia, tra le sue scoperte o intuizioni più importanti vi sono la prima descrizione della porpora trombotica trombocitopenica, osservata in una ragazza di 16 anni nel 1925 e chiamata anche "Malattia di Moschcowitz" in suo onore, gli studi sulla relazione fra l'eosinofilia e le reazioni allergiche e fra l'ipertensione e l'arteriosclerosi. Tentò anche di portare in auge una triade diagnostica di segni di versamento pericardico e, in alcune occasioni, una brusca transizione di risonanza fra il polmone e il cuore viene definito "segno di Moschowitz".

### Psicosomatica
Il dottor Moschcowitz fu inoltre uno dei pionieri della psicosomatica essendo fra i primi a intuire il ruolo delle emozioni in diverse malattie, quali il morbo di Graves, l'ipertensione, l'ulcera gastrica e diverse malattie intestinali. Sotto la sua direzione, il Mount Sinai Hospital fu una delle prime strutture mediche di New York a collaborare con psicoanalisti e, nel 1939, ad aprire un dipartimento di psicosomatica sotto la guida dello psichiatra della Columbia University Lawrence Kubie.